# Ambasadorowie Wielkiej Brytanii we Francji
Tradycyjnie Embassy to France było najbardziej prestiżowym stanowiskiem dla dyplomatów brytyjskich, chociaż sporadycznie (w XVIII i XIX wieku) brakowało przedstawicieli reprezentujących interesy brytyjskie w tym kraju. Działo się tak z powodu licznych konfliktów zbrojnych pomiędzy oboma państwami.

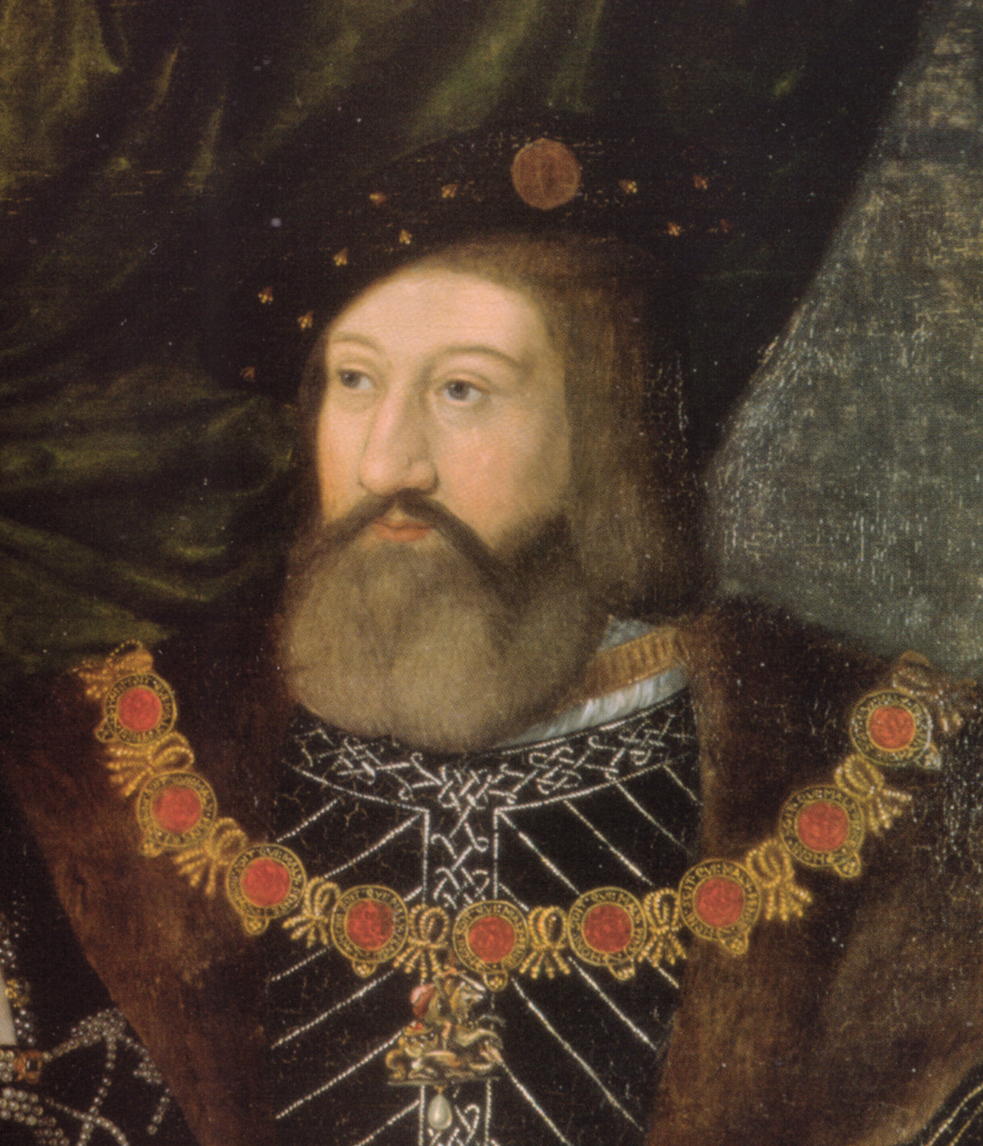
Charles Brandon, 1. książę Suffolk, 1514-1515, 1529
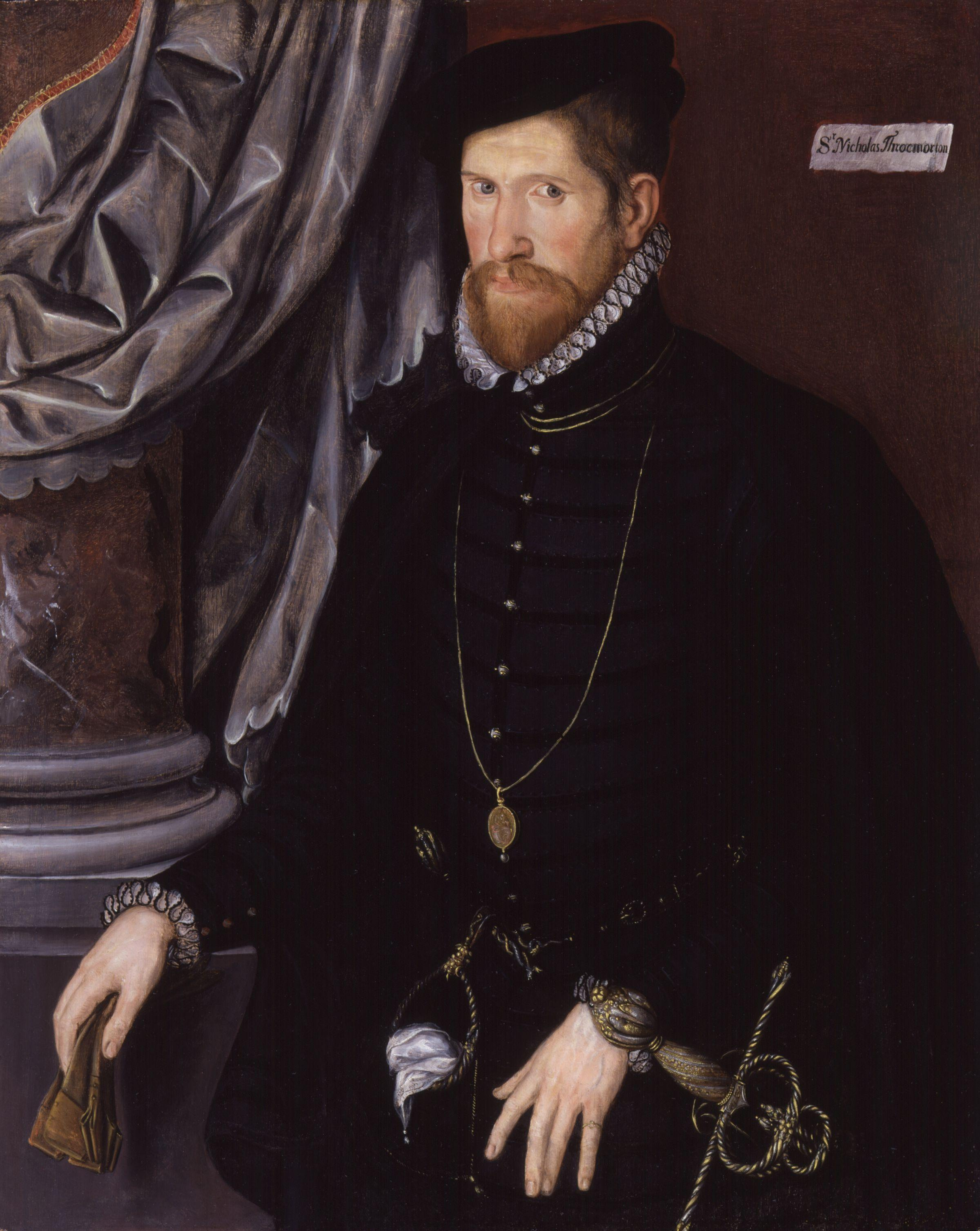
Sir Nicholas Throckmorton, 1559-1564
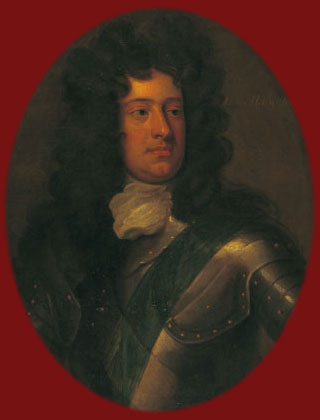
James Hamilton, 4. książę Hamilton, 1712
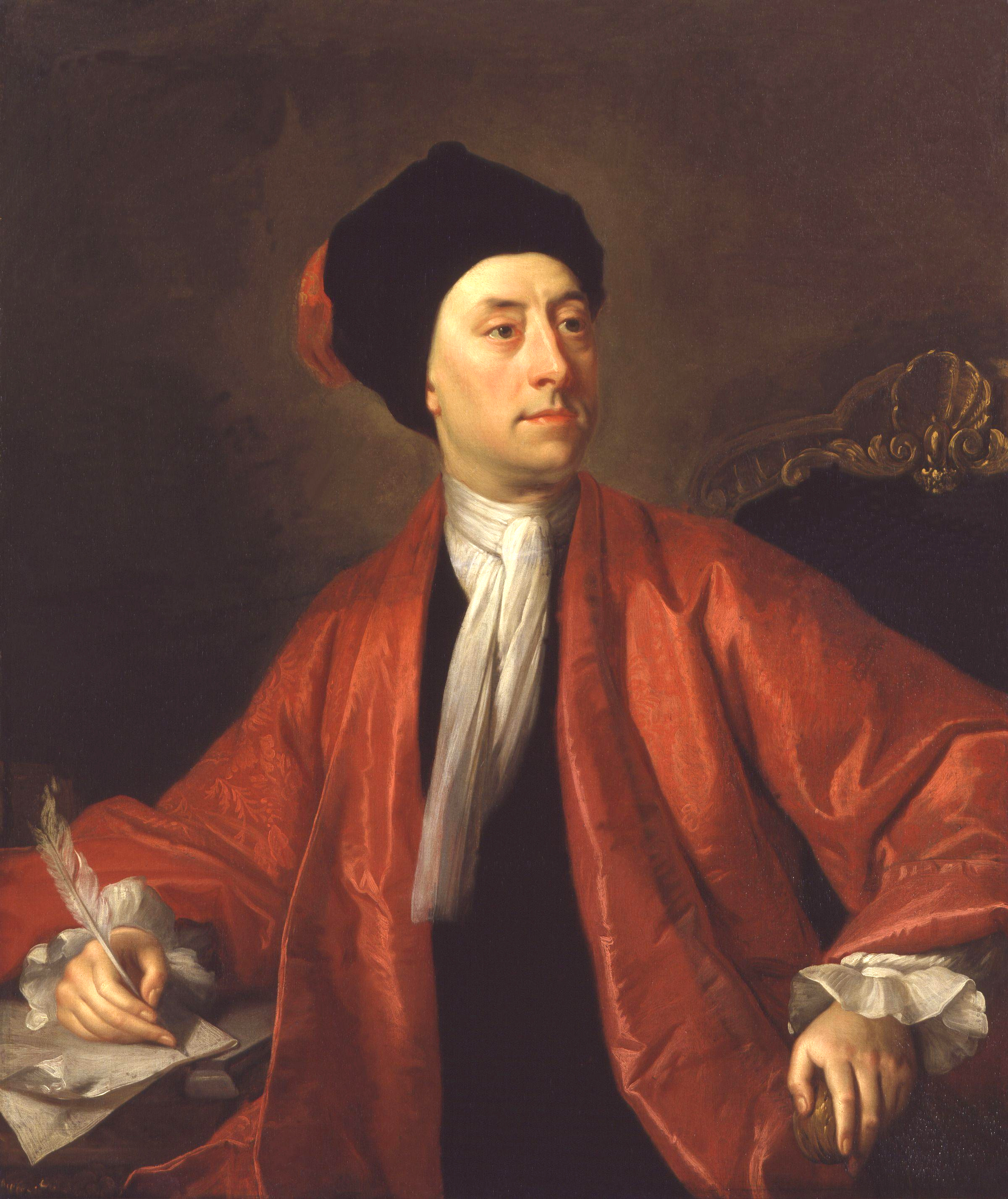
Matthew Prior, 1713-1714
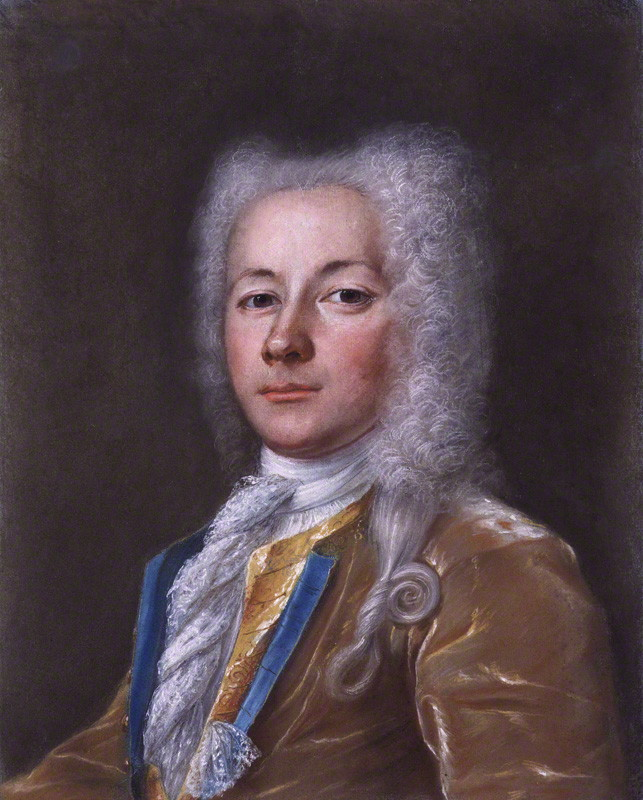
Robert Sutton, 2. baron Lexinton, 1720-1721
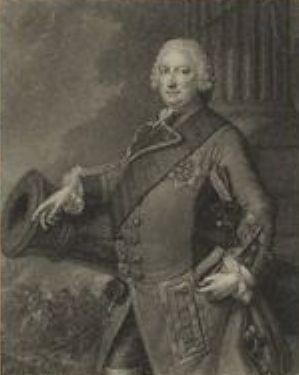
Willem van Keppel, 2. hrabia Albemarle, 1748-1755
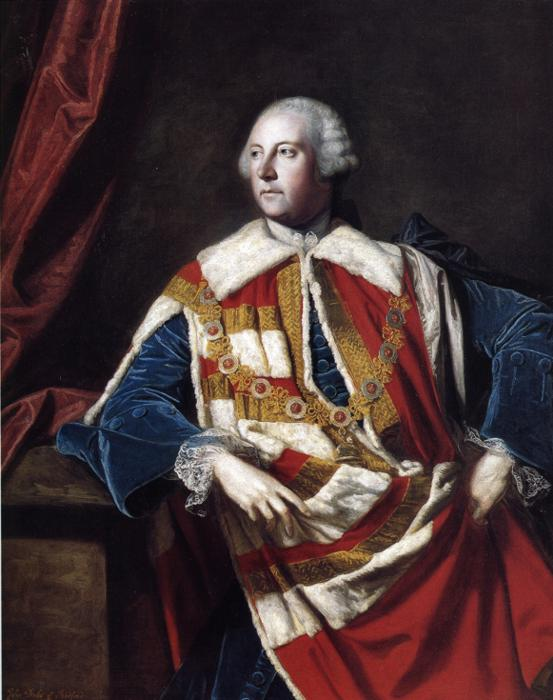
John Russell, 4. książę Bedford, 1762-1763
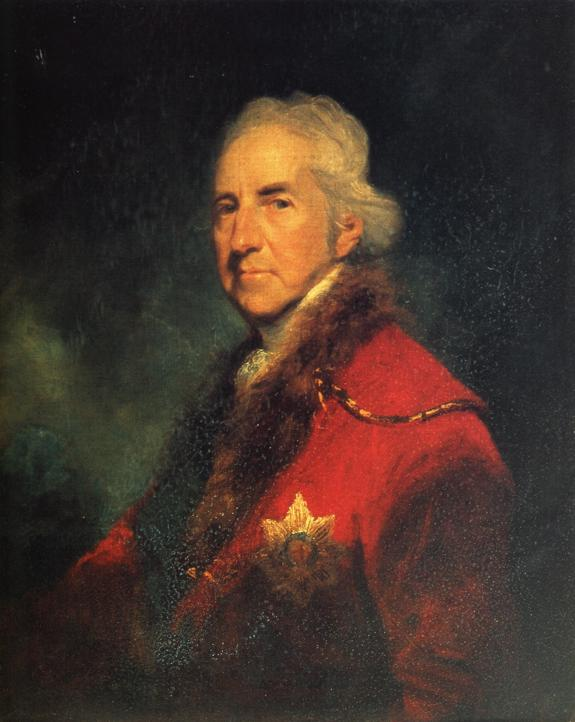
Francis Seymour-Conway, 1. markiz Hertford, 1763-1765
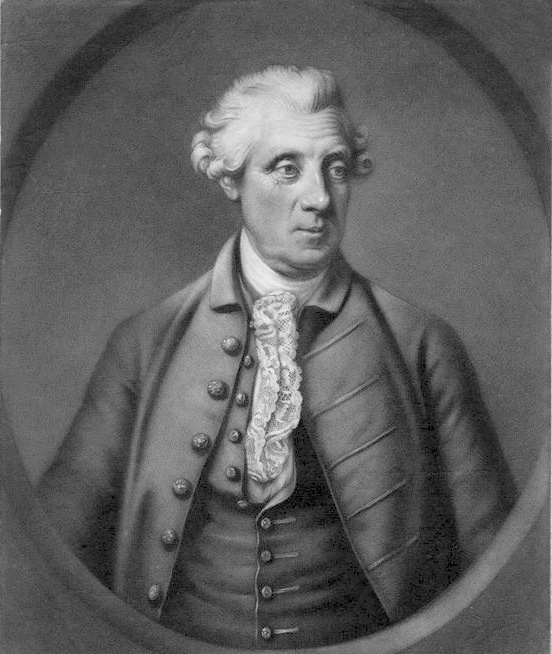
Simon Harcourt, 1768-1772
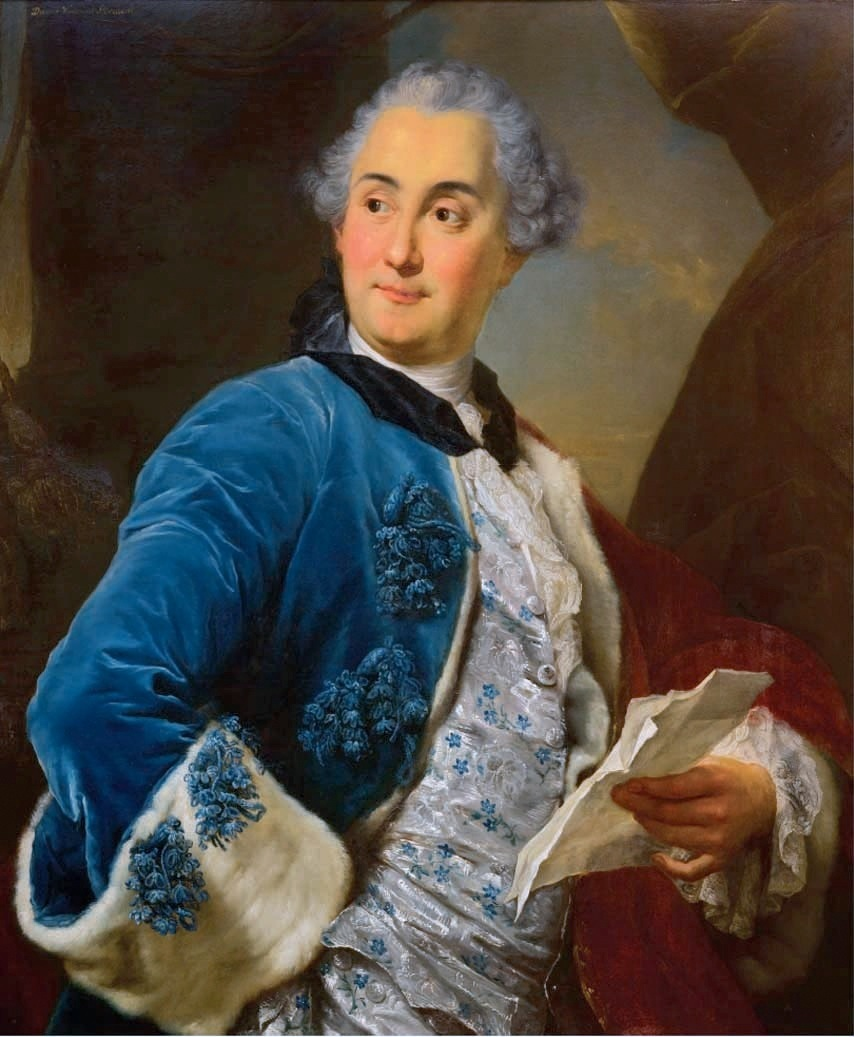
David Murray, 2. hrabia Mansfield, 1772-1778
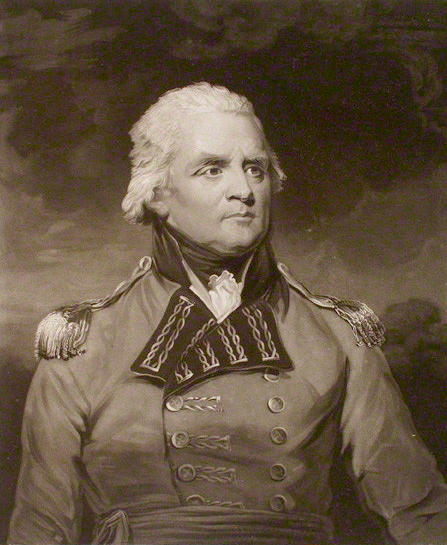
Thomas Grenville, 1782
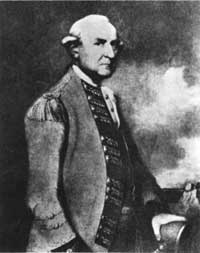
Charles Cornwallis, 1. markiz Cornwallis, 1801-1802
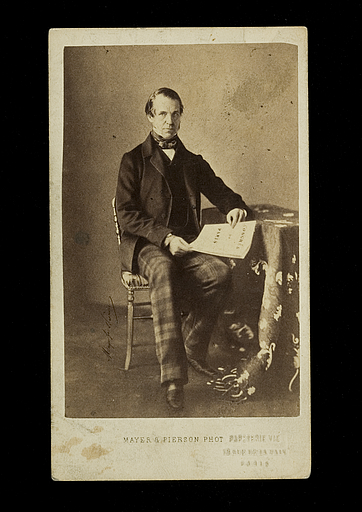
Henry Wellesley, 1. hrabia Cowley, 1841-1846
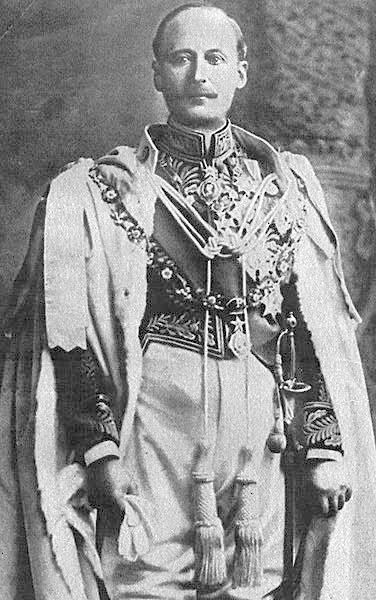
Charles Hardinge, 1. baron Hardinge of Penshurst,1920-1922

## XVI wiek
- 1505 – Charles Somerset, 1. hrabia Worcester
- 1514–1515 – Charles Brandon, 1. książę Suffolk
- 1529-Charles Brandon, 1. książę Suffolk
- 1559–1564 – Nicholas Throckmorton
- 1566–1570 – Henry Norris, 1. baron Norreys
- 1570–1573 – Francis Walsingham

## XVII wiek
- 1625 – Edward Barrett, 1. Lord Barrett of Newburgh
- ok. 1670–1680 – Henry Savile, ambasador
- 1682 – Richard Graham, 1. wicehrabia Preston, poseł nadzwyczajny
- 1683–1684 – James Hamilton, 4. książę Hamilton
- 1697–1698 – Hans Willem Bentinck, 1. hrabia Portland, ambasador nadzwyczajny
- 1697–1699 – Edward Villiers, 1. hrabia Jersey, ambasador nadzwyczajny

## XVIII wiek
- 1699–1701 – Charles Montagu, 1. książę Manchester, ambasador nadzwyczajny
- 1701–1712 –  bez reprezentacji (wojna o hiszpańską sukcesję)
- 1712 – James Hamilton, 4. książę Hamilton, ambasador nadzwyczajny
- 1712–1713 – Charles Talbot, 1. książę Shrewsbury, ambasador nadzwyczajny
- 1713–1714 – Matthew Prior, Minister
- 1714–1720 – John Dalrymple, 2. hrabia Stair
- 1720–1721 – Robert Sutton, ambasador
- 1721–1724 – Luke Schaub, ambasador nadzwyczajny
- 1724–1730 – Horatio Walpole, 1. baron Walpole of Wolterton
- 1730–1740 – James Waldegrave, 1. hrabia Waldegrave, Ambassador Extraordinary and Plenipotentiary
- 1740–1744 – Anthony Thompson, chargé d’Affaires
- 1744–1748 – bez reprezentacji (wojna o sukcesję austriacką)
- 1748–1754 – William Anne Keppel, 2. hrabia Albemarle, Ambassador Extraordinary and Plenipotentiary
- 1754–1761 – bez reprezentacji (wojna siedmioletnia)
- 1761 – Hans Stanley, chargé d’Affaires
- 1761–1762 – bez reprezentacji (wojna siedmioletnia)
- 1762–1763 – John Russell, 4. książę Bedford, Ambassador Extraordinary and Plenipotentiary
- 1763–1765 – Francis Seymour-Conway, 1. markiz Hertford, Ambassador Extraordinary and Plenipotentiary
- 1765–1766 – Charles Lennox, 3. książę Richmond, Ambassador Extraordinary and Plenipotentiary
- 1766–1768 – William Nassau de Zuylestein, 4. hrabia Rochford, Ambassador Extraordinary and Plenipotentiary
- 1768–1772 – Simon Harcourt, Ambassador Extraordinary and Plenipotentiary
- 1772–1778 – David Murray, 7. wicehrabia Stormont, Ambassador Extraordinary and Plenipotentiary
- 1778–1782 – bez reprezentacji (amerykańska wojna o niepodległość)
- 1782 – Thomas Grenville, Minister
- 1782–1783 – Alleyne Fitzherbert, 1. baron St Helens, Minister Plenipotentiary
- 1783 – George Montagu, 4. książę Manchester, Ambassador Extraordinary and Plenipotentiary
- 1783–1789 – John Frederick Sackville, 3. książę Dorset, Ambassador Extraordinary and Plenipotentiary
- 1790–1792 – George Granville Leveson-Gower, 1. książę Sutherland, Ambassador Extraordinary and Plenipotentiary
- 1792–1801 – bez reprezentacji (rewolucja francuska)

## XIX wiek
- 1801–1802 – Charles Cornwallis, 1. markiz Cornwallis, Plenipotentiary
- 1802–1803 – Charles Whitworth, 1. hrabia Whitworth, Ambassador Extraordinary and Plenipotentiary
- 1803–1814 – bez reprezentacji (wojny napoleońskie)
- 1814–1815 – Arthur Wellesley, 1. książę Wellington, Ambassador Extraordinary and Plenipotentiary
- 1815–1824 – Charles Stuart, 1. baron Stuart de Rothesay, Ambassador Extraordinary and Plenipotentiary
- 1824–1828 – Granville Leveson-Gower, 1. wicehrabia Granville, Ambassador Extraordinary and Plenipotentiary
- 1828–1830 – Charles Stuart, 1. baron Stuart de Rothesay, Ambassador Extraordinary and Plenipotentiary
- 1830–1835 – Granville Leveson-Gower, 1. hrabia Granville, Ambassador Extraordinary and Plenipotentiary
- 1835 – Henry Wellesley, 1. baron Cowley, Ambassador Extraordinary and Plenipotentiary
- 1835–1841 – Granville Leveson-Gower, 1. hrabia Granville, Ambassador Extraordinary and Plenipotentiary
- 1841–1846 – Henry Wellesley, 1. baron Cowley
- 1846–1852 – Constantine Phipps, 1. markiz Normanby
- 1852–1867 – Henry Wellesley, 1. hrabia Cowley
- 1867–1887 – Richard Lyons, 1. wicehrabia Lyons
- 1887–1891 – Robert Bulwer-Lytton, 1. hrabia Lytton
- 1891–1896 – Frederick Hamilton-Temple-Blackwood, 1. markiz Dufferin i Ava
- 1896–1905 – Edmund Monson

## XX wiek
- 1905–1918 – Francis Bertie, 1. wicehrabia Bertie of Thame
- 1918–1920 – Edward Stanley, 17. hrabia Derby
- 1920–1922 – Charles Hardinge, 1. baron Hardinge of Penshurst
- 1922–1928 – Robert Crewe-Milnes, 1. markiz Crewe
- 1928–1934 – William Tyrrell
- 1934–1937 – George Clerk
- 1937–1939 – Eric Phipps
- 1939–1940 – Ronald Campbell
- 1940–1944 – bez reprezentacji (Niemcy okupują Francję)
- 1944–1948 – Duff Cooper
- 1948–1954 – Oliver Charles Harvey, 1. baron Harvey of Tasburgh,
- 1954–1960 – Gladwyn Jebb
- 1960 – sir Frederic Salusbury
- 1960–1965 – Pierson Dixon
- 1965–1968 – Patrick Reilly
- 1968–1972 – sir Christopher Soames
- 1972–1975 – Edward Tompkins
- 1975–1979 – Nicholas Henderson
- 1979–1982 – Reginald Hibbert
- 1982–1987 – John Fretwell
- 1987–1993 – Ewen Fergusson
- 1993–1996 – Christopher Mallaby
- 1996–2001 – Michael Jay, Baron Jay of Ewelme

## XXI wiek
- 2001–2007 – John Holmes
- od 2007 – sir Peter Westmacott